# White Island Shores
White Island Shores é um lugar designado pelo censo localizado no condado de Plymouth no estado estadounidense de Massachusetts. No Censo de 2010 tinha uma população de 2.106 habitantes e uma densidade populacional de 638,75 pessoas por km².

## Geografia
White Island Shores encontra-se localizado nas coordenadas 41° 47′ 37″ N, 70° 38′ 20″ O. Segundo a Departamento do Censo dos Estados Unidos, White Island Shores tem uma superfície total de 3.3 km², da qual 2.92 km² correspondem a terra firme e (11.39%) 0.38 km² é água.

## Demografia
Segundo o censo de 2010, tinha 2.106 pessoas residindo em White Island Shores. A densidade populacional era de 638,75 hab./km². Dos 2.106 habitantes, White Island Shores estava composto pelo 89.6% brancos, o 2.56% eram afroamericanos, o 0.76% eram amerindios, o 1.33% eram asiáticos, o 0.14% eram insulares do Pacífico, o 2.99% eram de outras raças e o 2.61% pertenciam a duas ou mais raças. Do total da população o 2.94% eram hispanos ou latinos de qualquer raça.